# Styrax wurdackiorum
Styrax wurdackiorum är en storaxväxtart som beskrevs av J.A. Steyermark. Styrax wurdackiorum ingår i släktet Styrax och familjen storaxväxter. Inga underarter finns listade i Catalogue of Life.